# Korsbytet
Korsbytet är en bok utgiven 1981 skriven av Birger Thureson som handlar om levnadshistorien för den österrikiske nazisten Alexander Ferrari (1921–2002) och hans fru Erna.
Alexander Ferrari växte upp i en societetsfamilj i Österrike och gick i tonåren med i Hitlerjugend. Som 18-åring (1939) blev han en av rörelsens ledare och arbetade vid dess högkvarter på Jahrstrasse i Spittal. Han blev senare SS-soldat och deltog 1941 i strider i Sovjetunionen.
Efter kriget började han inse de förfärliga konsekvenserna av den nationalsocialistiska ideologin. Han gifte sig med Erna Krassnitzer, och hamnade så småningom i Sverige i Övertänger i Dalarna där han fick arbete som skogsarbetare. Han plågades av mardrömmar men mötte en kristen familj som bemötte honom med kärlek, och han började läsa Bibeln. Efter en personlig omvändelse återvände Alexander och Erna Ferrari till Österrike och startade en evangelisk församling, Evangeliumzentrum, i hemstaden Spittal. Paret Ferrari återvände flera gånger till Sverige, och verkade under 1960-talet under tre år i dåvarande Betelkyrkan i den nordvästskånska orten Billesholm. De återvände många gånger till Sverige och besökte skolor och kyrkor och propagerade mot rasism och nazism.
Boken har översatts till finska, norska och tyska och kom 2007 ut i en nyutgåva. Paret Ferraris liv skildrades även i en tv-dokumentär med samma namn som boken, gjord av TV-Inter, som visades i SVT2 i juli 1989.

## Utgåvor
- 1981 – Thureson, Birger. Korsbytet: Birger Thureson har skrivit berättelsen om Erna och Alexander Ferrari. Stockholm: Norman. Libris 7415051. ISBN 91-536-3819-0
  - 2007 – Thureson, Birger. Korsbytet: Birger Thureson har skrivit berättelsen om Erna och Alexander Ferrari ([Ny utgåva]). Örebro: Gospel Media Sweden. Libris 10686197. ISBN 9789197639552

### Översättningar
- 1981 –  (på finska) Ristin vaihto. Översättning: Oili Aho. Vantaa: RV. Libris 7904013. ISBN 951-605-696-2
- 1983 –  (på norska) ...så valgte de Herrens kors: fortellingen om Erna og Alexander Ferrari. Oslo: Filadelfiaforl. Libris 7302979. ISBN 82-534-0602-9
- 1985 –  (på tyska) Das andere Kreuz: Erzählung. Edition C ; C157. Översättning: Friedemann Lux. Neuhausen-Stuttgart: Hänssler. Libris 5944283. ISBN 3-7751-0989-7